# Allée couverte du Hino

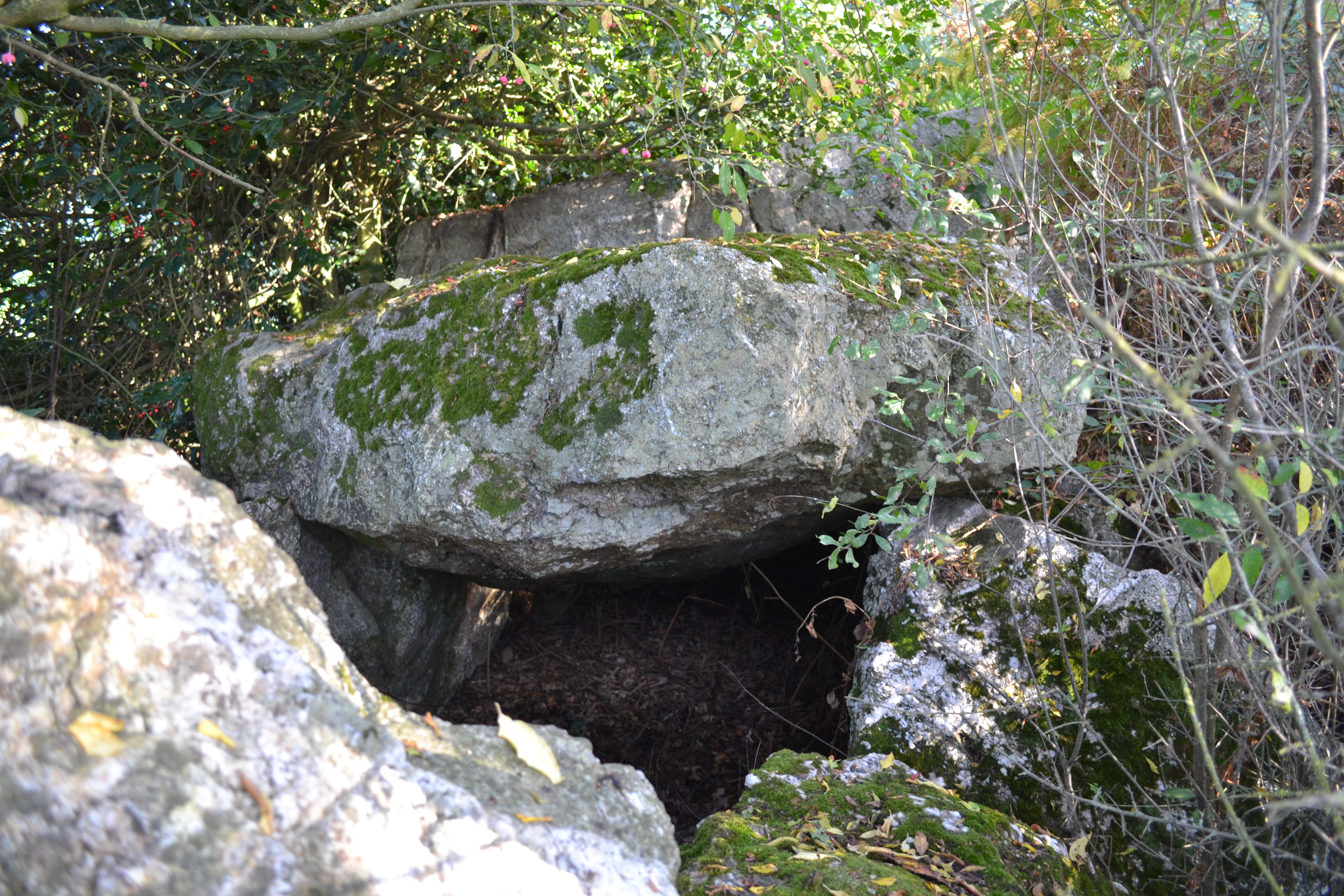
Allée couverte du Hino

Die Allée couverte du Hino (auch Dolmen Le Hino oder Hino Allée couverte genannt) liegt nördlich vom Weiler Le Hino, 3,5 km nordöstlich von Ploërmel im Département Morbihan in der Bretagne in Frankreich.
Das etwa 12,0 m lange West-Ost orientierte Galeriegrab aus Puddingstein (ein Schiefergestein) liegt in der Vegetation einer Böschung versteckt. Erhalten sind 18 Trag- und fünf Decksteine. Eine Kammerform und ein Hügelrest sind nicht erkennbar.
In der Nähe liegen die Allée couverte von La Ville-Bouquet (in Ploërmel) und die Allée couverte von Haut-Bézon südwestlich und der Dolmen La Ville au Voyer südöstlich der Stadt.